# Modole
Modole är ett berg på gränsen mellan Sydsudan och Uganda. Toppen på Modole är 2 810 meter över havet.